# Greatest Hits of All Times – Remix ’88
Greatest Hits of All Times – Remix ’88 — альбом ремиксов группы Boney M., выпущенный в октябре 1988 года. Новый руководитель Boney M. Саймон Напир-Белл сумел убедить четырёх членов группы воссоединиться на короткое время и записать этот альбом. При записи пяти треков альбома ведущую вокальную партию исполняла Лиз Митчелл.

## Список песен
1. «Sunny» (Бобби Хебб[англ.]) — 3:43
2. «Daddy Cool» (Фрэнк Фариан, Рейам) — 3:33
3. «Rasputin» (Фариан, Джей, Рейам) — 5:27
4. «Ma Baker» (Фариан, Джей, Рейам) — 4:42
5. «Take the Heat off Me» (Бигацци) — 3:53
6. «Hooray! Hooray! It’s a Holi-Holiday» (Фариан, Джей) — 3:23
7. «Rivers of Babylon» (Фариан, Рейам) — 3:44
8. «No Woman, No Cry» (Винсент Форд[англ.], Боб Марли) — 3:36
9. «Brown Girl in the Ring» (Фариан) — 4:01
10. «Gotta Go Home» (Фариан, Джей, Клинкхаммер) — 4:40
11. «Painter Man» (Филлипс, Пикетт) — 3:49
12. «Mary’s Boy Child[англ.]/Oh My Lord» (Джестер Хеерстон[англ.], Фариан, Джей, Лорин) — 4:22